# La Voix humaine
La Voix humaine (en català, La veu humana) és una òpera de Francis Poulenc. És una tragèdia lírica d'un sol acte, de quaranta minuts de durada, per a soprano i orquestra.
L'obra està basada en l'obra de teatre La veu humana de Jean Cocteau, el qual, juntament amb la soprano francesa Denise Duval, treballà molt estretament amb Poulenc en la preparació de l'estrena de l'òpera, que va tenir lloc al Théâtre National de l'Opéra-Comique de París el 6 de febrer de 1959. Duval hi va cantar el rol femení, Georges Prêtre era el director de l'orquestra Jean Cocteau es va fer càrrec de l'escenografia, el vestuari i la direcció escènica.
El llibret consisteix en la darrera conversa telefònica d'una dona amb el seu estimat, que ara està enamorat d'algú altre. Durant la trucada, que és un monòleg, la dona explica que s'ha intentat suïcidar perquè l'han abandonat. L'obra té llargs passatges de cant sense acompanyament musical que exigeixen que la intèrpret tingui unes bones dots d'actuació.
L'obra s'ha anat representant amb certa freqüència. Diverses sopranos franceses, però també d'altres països, han cantat el paper solista, i algunes d'elles, com ara Duval, l'han enregistrat.
L'estrena al Gran Teatre del Liceu de Barcelona va tenir lloc a la temporada 1965-1966, el 21 de desembre de 1965, i hi ha tornat a les temporades de 1995-1996, 2006-2007 i 2014-2015.